# Michel Hugo
Pour les articles homonymes, voir Hugo.
Michel Hugo est un directeur de la photographie américain d'origine française, né le 13 janvier 1930 à Paris et mort le 12 octobre 2010 à Las Vegas (Nevada).
Membre de l'American Society of Cinematographers, il fait carrière principalement aux États-Unis.

## Biographie

### Origines et formation
Michel Hugo naît sous le nom d’état civil de Michel Squarciafico, le 13 janvier 1930 à Paris, de Hugo Squarciafico, chef opérateur (souvent crédité Hugo Scarciafico ou bien Scarciafico Hugo).
Adolescent, il participe à la résistance contre l’occupant allemand.
Après la guerre, il fréquente l’école de cinéma de la rue de Vaugirard à Paris où il se spécialise dans le métier de directeur de la photographie comme son père. Il en sort diplômé en 1951.

### Carrière
Après ses études, Michel Hugo est rapidement premier assistant opérateur sur trois films français, respectivement sortis en 1952, 1953 et 1955 — les deux derniers aux côtés de son père, dont Maternité clandestine de Jean Gourguet en 1953.
La même année 1953 sort le premier film où il est directeur de la photographie (associé), L'Étrange Amazone de Jean Vallée (avec Jeannette Batti et Lucien Blondeau).
Trois ans plus tard, en 1956, il s'installe définitivement aux États-Unis, où il mène toute la suite de sa carrière. Il y est notamment contraint de redémarrer au bas de l’échelle.
Naturalisé américain en 1960,, Il retrouve son niveau de directeur de la photographie en 1967 en travaillant sur la série télévisée Mission impossible.
Il retrouve le cinéma avec le film Head de Bob Rafelson (1968, avec Peter Tork et Davy Jones).
Suivent quatre films sortis en 1969, dont Model Shop de Jacques Demy (coproduction franco-américaine, avec Anouk Aimée et Gary Lockwood) et Folies d'avril de Stuart Rosenberg (avec Jack Lemmon et Catherine Deneuve).
Parmi ses dix-neuf autres films américains — les deux derniers sortis en 1982 puis 2008 —, citons RPM de Stanley Kramer (1970, avec Anthony Quinn et Ann-Margret), Les Insectes de feu de Jeannot Szwarc (1975, avec Bradford Dillman et Joanna Miles), ainsi que La Fureur sauvage de Richard Lang (1980, avec Charlton Heston et Brian Keith).
Pour la télévision américaine, Michel Hugo travaille sur treize séries, depuis Mission impossible (vingt-trois épisodes, en 1967 et 1968) jusqu'à Melrose Place (soixante-treize épisodes, de 1992 à 1996), en passant notamment par Les Rues de San Francisco (vingt-quatre épisodes, en 1976 et 1977) et Dynastie (cent-vingt-six épisodes, de 1981 à 1989).
S'y ajoutent vingt-neuf téléfilms diffusés entre 1971 et 1991.
Devenu membre de l'American Society of Cinematographers (ASC) en 1972, Michel Hugo a par ailleurs été enseignant à partir de 2001 au département « cinéma » de l'université du Nevada à Las Vegas.

### Mort
Michel Hugo meurt le 12 octobre 2010, à Las Vegas (Nevada, États-Unis).

## Filmographie partielle
(comme directeur de la photographie, sauf mention contraire ou complémentaire)

### Cinéma

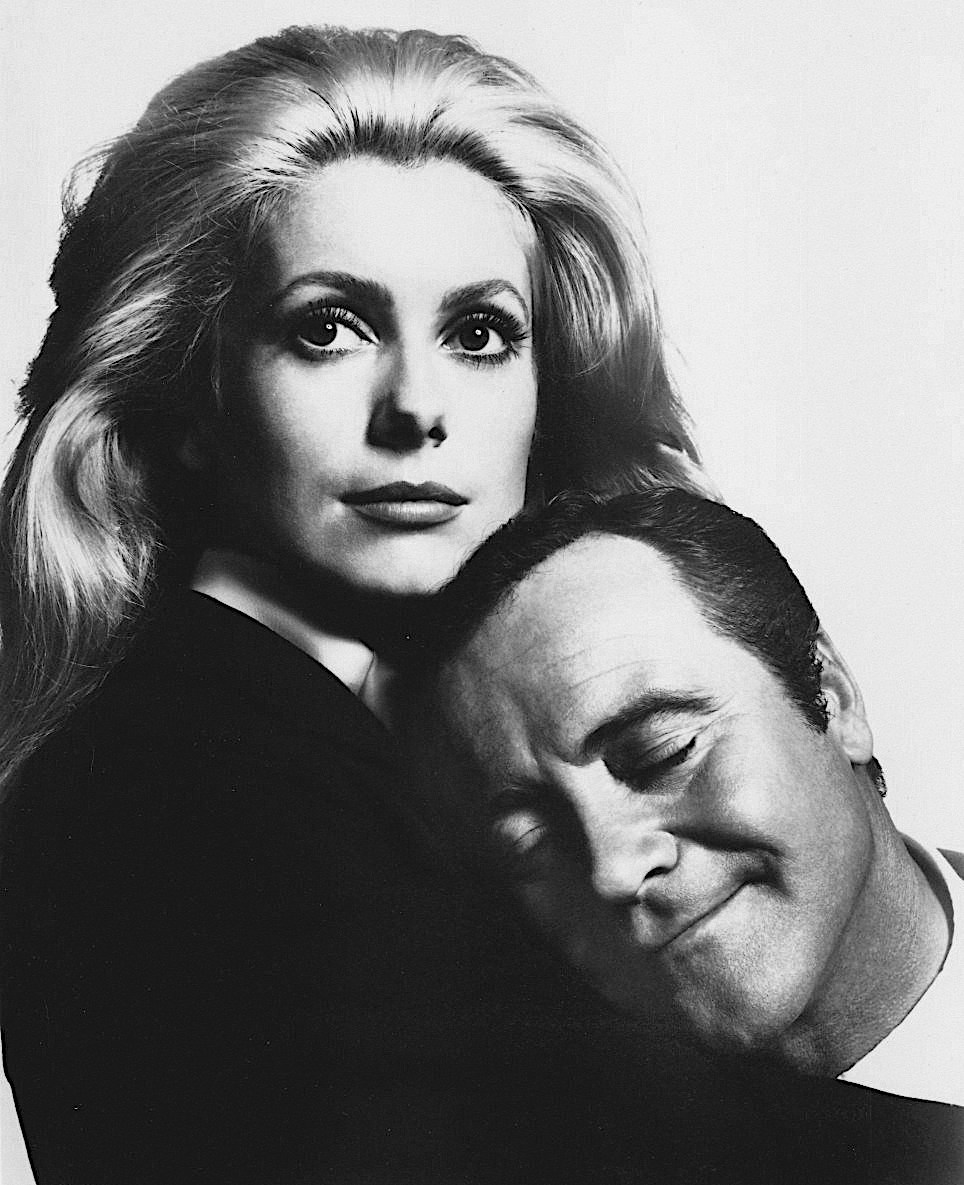
Folies d'avril (1969), avec Catherine Deneuve et Jack Lemmon (photo promotionnelle).

- 1952 : Le Huitième Art et la Manière de Maurice Régamey (premier assistant opérateur)
- 1953 : Maternité clandestine de Jean Gourguet (premier assistant opérateur)
- 1953 : L'Étrange Amazone de Jean Vallée (chef opérateur associé)
- 1955 : Les Premiers Outrages de Jean Gourguet (premier assistant opérateur)
- 1968 : Head de Bob Rafelson
- 1969 : Model Shop de Jacques Demy
- 1969 : Folies d'avril (The April Fools) de Stuart Rosenberg
- 1970 : RPM de Stanley Kramer
- 1972 : Fureur noire (Trouble Man) d'Ivan Dixon
- 1972 : Ils ne tuent que leurs maîtres (They Only Kill Their Masters) de James Goldstone
- 1972 : La Femme sans mari (One Is a Lonely Number) de Mel Stuart
- 1973 : Notre agent de Harlem (The Spook Who Sat by the Door) d'Ivan Dixon
- 1975 : Les Insectes de feu (Bug) de Jeannot Szwarc
- 1975 : Les Gagneurs (Murph the Surf) de Marvin J. Chomsky
- 1978 : Le Faiseur d'épouvantes (The Manitou) de William Girdler
- 1980 : La Fureur sauvage (The Mountain Men) de Richard Lang
- 1980 : Gorp de Joseph Ruben
- 1980 : La Fureur du juste (The Octagon) d'Eric Karson
- 1982 : Pandemonium d'Alfred Sole

### Télévision
Séries
- 1967-1968 : Mission impossible (Mission: Impossible), première série, saison 2, vingt-trois épisodes
- 1976-1977 : Les Rues de San Francisco (The Streets of San Francisco), saison 5, vingt-quatre épisodes
- 1981-1989 : Dynastie (Dynasty), saisons 1 à 9, cent vingt-six épisodes
- 1982 : Matt Houston, saison 1, épisode pilote X-22 de Richard Lang
- 1983 : Hôtel (Hotel), saison 1, épisode pilote Hôtel (Hotel) de Jerry London
- 1983-1986 : Pour l'amour du risque (Heart to Heart), saisons 4 et 5, seize épisodes
- 1992-1996 : Melrose Place, saisons 1 à 4, soixante-treize épisodes

Téléfilms
- 1971 : The Forgotten Man de Walter Grauman
- 1971 : A Tattered Web de Paul Wendkos
- 1971 : Thief de William A. Graham
- 1971 : Earth II de Tom Gries
- 1972 : The Night Stalker de John Llewellyn Moxey
- 1974 : La Femme du Kid (Mrs. Sundance) de Marvin J. Chomsky
- 1974 : The Morning After de Richard T. Heffron
- 1975 : Death Stalk de Robert Day
- 1975 : Journey from Darkness de James Goldstone
- 1975 : The Last Survivors de Lee H. Katzin
- 1978 : Le Dernier Match (A Love Affair: The Eleanor and Lou Gehrig Story) de Fielder Cook
- 1978 : The Bastard de Lee H. Katzin
- 1979 : Silent Victory: The Kitty O'Neil Story de Lou Antonio
- 1979 : Jennifer: A Woman's Story de Guy Green
- 1981 : When the Circus Came to Town de Boris Sagal
- 1983 : Will There Really Be a Morning? de Fielder Cook